# 신천고등학교
신천고등학교(新川高等學校)는 대한민국 경기도 시흥시 신천동에 있는 공립 고등학교이다.

## 학교 연혁
- 2009년 8월 10일 : 신천고등학교 설립인가(12학급)
- 2010년 3월 1일 : 초대 신진식 교장 취임
- 2010년 3월 2일 : 제1회 입학식(8학급 238명)
- 2013년 2월 6일 : 제1회 졸업식(217명)
- 2023년 3월 1일 : 제6대 김미혜 교장 취임
- 2024년 1월 4일 : 제12회 졸업식(240명, 누계 3,344명)
- 2024년 3월 4일 : 제15회 입학식(10학급 297명)

## 참고 자료
- 신천고등학교 - 한국교육학술정보원 학교알리미